# 손지수
손지수(Jisoo Sohn, 1989년 8월 13일 ~ )는 대한민국의 성악가, 뮤지컬 배우, 교수이다. 그는 2014년 세비야의 이발사의 로지나 역으로 이탈리아 로제툼 극장에서 오페라에 데뷔했으며, 2023년 앤드루 로이드 웨버 뮤지컬 오페라의 유령의 크리스틴 배역으로 뮤지컬에 데뷔하였다. 2024년부터 서울사이버대학교 성악과 교수로 재직하고 있다.

## 학력
- 선화예술중학교
- 선화예술고등학교
- 서울대학교 음악대학 성악과, 학사(수석졸업)
- 밀라노 베르디 국립음악원 최고연주자과정, Canto biennio

## 콩쿠르 수상 경력
손지수는 중학교 재학 시절 신영옥 콩쿠르 금상, 고등학교 재학 시절 이대웅 콩쿠르 1위, 성정전국음악콩쿠르 1위, 국립오페라단 성악 콩쿠르 대상(문화관광부장관상) 등을 수상했다. 또한 아시아나문화재단이 운영하는 금호영아티스트 오디션에 발탁되어 금호아트홀에서 리사이틀을 열었다.
| 년도 | 수상                                                            |
| 2004 | 신영옥 성악 콩쿠르 금상                                         |
| 2006 | 이대웅 콩쿠르(한국성악 콩쿠르) 1위                              |
| 2006 | 신영옥 성악 콩쿠르 동상                                         |
| 2006 | 성정전국음악콩쿠르 1위                                          |
| 2007 | 국립오페라단 성악 콩쿠르 대상(문화관광부장관상)                 |
| 2007 | 이화경향 콩쿠르 2위                                             |
| 2011 | 서울필하모닉오케스트라 전국음악콩쿠르 대상                      |
| 2014 | 이탈리아 심포니암 콩쿠르 특별상                                 |
| 2015 | 제36차 금호영아티스트콘서트 오디션 성악부문 합격(성악 1인 선발) |

## 오페라
손지수는 2014년에 이탈리아 로제툼 극장에서 오페라 세비야의 이발사에서 로지나 역으로 데뷔하였다. 그는 2019년 제10회 대한민국 오페라 페스티벌에서 글로리아 오페라단의 오페라 사랑의 묘약 오디션에 참가하여 수많은 경쟁자들을 제치고 아디나 역에 발탁되어 예술의전당 오페라하우스에서 데뷔했다. 또한, 그는 2020년 오페라 리골레토에서 질다 역을 맡아 성산아트홀 대극장서 공연을 선보였다.
| 날짜       | 제목            | 작곡가            | 장소                                   | 배역   | 지휘               |
| 2014.02.09 | 세비야의 이발사 | 조아키노 로시니   | 로제툼 극장, 밀라노, 이탈리아          | 로지나 | Alessandro Arnoldo |
| 2019.05.18 | 사랑의 묘약     | 가에타노 도니체티 | 예술의 전당 오페라극장, 서울, 대한민국 | 아디나 | Marco Balderi      |
| 2020.10.31 | 리골레토        | 주세페 베르디     | 성산아트홀 대극장, 창원, 대한민국      | 질다   | 이동신             |

## 콘서트
손지수는 전국 20개 음악대학의 최우수 졸업생 37명이 나흘 간 나누어 연주하는 제75회 조선일보 신인음악회에서 첫 콘서트에 참여했다. 특히 그는 작곡가 김효근 교수와 협업하여 한국 가곡을 들려주는 콘서트에 참여했다. 또한 피아니스트이자 작곡가인 정환호의 신곡 "님이여 그때만을"을 발표하며 소프라노 손지수 한국가곡 독창회 –  님이여 그때만을 콘서트를 열었다. 또한 손지수는 2021년 예술의전당 젊은 예술가 선정에 선정되어 예술의 전당의 콘서트에 참여하였다.
손지수는 오페라를 콘서트 형식으로 공연하는 브람스 독일진혼곡, 울산시향 디스커버리 시리즈: 클래식 할 뻔(FUN): 라보엠,마술피리 등에 오페라 가수로 무대에 섰다. 그는 여러 성악가 및 크로스오버 아티스트들과의 협업과, 본인의 솔로 콘서트를 통해 아리아, 뮤지컬 넘버, 가곡, 가요, 팝 음악 등 다양한 노래를 들려준다.
| 날짜              | 제목                                                                       | 장소                                    | Featuring                                                      |
| 2012.02.20        | 제75회 조선일보 신인음악회                                                 | 세종문화회관 세종체임버홀               | 최환용, 황세미, 조지혜, 정승원, 윤동혁, 이수현, 이민하, 박지현 |
| 2017.12.07        | 제3회 수목원의 저녁노을 콘서트 김효근과 친구들의 아트팝 이야기 “THE SNOW"  | 국립수목원 산림박물관                   | 김효근, 고혜영, 이세희, ,문상준, 박동일, 윤희철                |
| 2018.07.22        | 손지수 오수진 듀오콘서트                                                   | 국제아트홀                              | Pf. 박수호                                                     |
| 2019.05.11        | KBS 교향악단 초청 화성 평화음악회                                          | 동탄여울공원 야외무대                   | 윤현진(지휘), 위재원, 진성원, 송준근                           |
| 2019.10.20        | 브람스 독일진혼곡                                                          | 예술의 전당 콘서트홀, 서울, 대한민국    | 함신익(지휘), 김동섭, 국립합창단, 안산시립합창단               |
| 2019.12.24        | 울산시향 디스커버리 시리즈: 클래식 할 뻔(FUN): 라보엠 (무제타 역)          | 문화예술회관 대공연장, 울산, 대한민국   | 서희태(지휘)                                                   |
| 2020.10.11        | 디아트원의 사랑을 노래하다 가을의 팬텀                                     | 롯데콘서트홀                            | 손혜수, 길병민, 김민석, 디아트원 오케스트라                    |
| 2020.12.07        | 소프라노 손지수 독창회                                                     | 금호아트홀 연세                         | Pf. 고승희                                                     |
| 2021.04.11        | 오페라스타                                                                 | 롯데콘서트홀                            | 성기선(지휘), 홍혜란, 최원휘, 김주택, 김민석, 길병민           |
| 2021.05.01        | 2021년 제1회 서혜연 교수와 함께하는 박물관 토요음악회 <봄의 소리>          | 서울역사박물관, 서울, 대한민국          | 서혜연, 손지수, 박회림, 김동수, 박종화, 고승희, 박은혜         |
| 2021.06.12        | 파리를 사랑하는 이유                                                       | 롯데콘서트홀                            | 레떼아모르, 노윤, 안두현(지휘),                                |
| 2021.11.14        | [말러 서거 110주년] 구스타프 말러를 위하여                                 | 예술의전당 IBK챔버홀                    | 김문경, 이현진, 김은찬, 태선이, 이신규, 임재성                 |
| 2021.11.24        | 공연산책＃7. 작곡가 김효근의 아트팝 가곡 콘서트 〈삶이 그대를 속일지라도〉 | 하남문화예술회관 아랑홀                 | 김효근, 유채훈, 문재원                                         |
| 2021.12.07        | 용인 희망콘서트: CLASSIC day                                               | 용인포은아트홀, 용인, 대한민국          | KBS교향악단, 김다미, 존 노                                     |
| 2021.12.30        | 마포아트센터 재개관 기념 - 2021 송년음악회                                 | 마포아트센터 아트홀맥, 서울, 대한민국   | 이승원(지휘), 임지영, 김기훈, 박승주                           |
| 2022.01.04        | 예술의전당 송년 음악회 "로맨틱 가곡 콘서트 - 연애의정석"                   | 예술의전당 콘서트홀                     | 여자경(지휘), 손지혜, 정호윤, 이명현, 백재은, 이동환, 신미리   |
| 2022.01.13        | 창원시립교향악단 신년음악회                                                | 성산아트홀대극장, 창원, 대한민국        | 김건(지휘), 이진상, 정의근                                     |
| 2022.04.23        | 아틀리에 아티스트 소프라노 손지수 콘서트                                   | 아틀리에 스톰프                         | Pf. 정환호                                                     |
| 2022.06.04        | 2022 가족음악회: 클래식과 함께하는 여름밤                                  | 여의도 한강공원 멀티플라자 이벤트 광장  | 데이비드 이(지휘), 김태형, 박현수                              |
| 2022.06.11        | 로맨틱 가곡 콘서트 〈유월 愛〉                                             | 하남문화예술회관 대극장, 하남, 대한민국 | 김효근, 최정원, 유채훈, 정민성, 문재원                         |
| 2022.09.24        | 2022 박물관문화향연 '덕분에 뮤지엄 콘서트'                                 | 국립중앙박물관                          | 문재원                                                         |
| 2022.12.08        | 마술피리 (파파게나 역)                                                     | 수원SK아트리움 대공연장, 수원, 대한민국 | 최희준(지휘)                                                   |
| 2022.12.27        | 구리문화재단 2022 송년음악회                                               | 구리아트홀 코스모스 대극장              | 박상현(지휘), 홍진호(첼로), 포르테 디 콰트로                   |
| 2023.01.06        | 소프라노 손지수 한국가곡 독창회 – 님이여 그때만을                          | 예술의전당 인춘아트홀                   | 문재원                                                         |
| 2023.01.11        | 크레디아 클래식 클럽 2023-Bon Voyage                                       | 롯데콘서트홀                            | 대니 구, 디토오케스트라                                        |
| 20240319-20240320 | 아름다운 열정 The Baritones with 손지수                                    | 롯데콘서트홀                            | 박상현(지휘), 김주택, 강해, 김태한                             |
| 2024.06.02        | 소프라노 손지수 독창회 <Vocalise>                                          | 예술의전당 IBK챔버홀                    | 문재원, 김현수, 이호찬                                         |
| 2025.02.08        | KBS교향악단과 함께하는 2025 빛나는 새해, 클래식의 향연                     | 순천시 문화예술회관 대극장              | 김광현, 길병민                                                 |

## 뮤지컬
손지수는 2023년 3월 26일 부산 드림씨어터에서 앤드류 로이드 웨버 뮤지컬, 오페라의 유령 한국 프로덕션의 크리스틴 배역으로 뮤지컬에 데뷔하였다. 2019년 tvN 예능 프로그램 노래에 반하다에 출연했을  때, "Think of me"를 불렀고, 대학 시절 영어 딕션 수업에서도 불렀는데 인연이 되었다는 인터뷰를 했다. 2023/2024 시즌 오페라의 유령 한국 레플리카 프로덕션에는 성악가가 많이 기용되어 오페라와 뮤지컬의 경계를 허무는 넘버를 들려주었다는 평가를 받았다. 손지수는 크리스틴에게 요구되는 맑은 고음과 섬세한 감정이 실린 멜로디를 들려주며 크리스틴의 이미지와 맞는 연기를 보여준다는 평가를 받았다. 그는 이 공연으로 제8회 한국뮤지컬어워즈의 여자 신인상 후보로 선정되었다. 오페라의 유령은 2023/2024 시즌 동안 11개월에 동안 부산, 서울, 대구 세 도시에서 공연했다. 또한 2024년 11월에서 2025년 5월까지 뮤지컬 지킬앤하이드에 엠마 역으로 출연한다.
| 날짜                    | 제목          | 배역     | 공연장                | 공연횟수 |
| 2023.03.26 - 2023.06.18 | 오페라의 유령 | 크리스틴 | 드림씨어터, 부산      | 50       |
| 2023.07.21 - 2023.11.18 | 오페라의 유령 | 크리스틴 | 샤롯데씨어터, 서울    | 77       |
| 2023.12.22 - 2024.02.04 | 오페라의 유령 | 크리스틴 | 계명아트센터, 대구    | 29       |
| 2024.12.04 - 2025.05.18 | 지킬앤하이드  | 엠마     | 블루스퀘어 신한카드홀 | tba      |

## TV
손지수는 열린 음악회, 누가 누가 잘하나 등 프로그램에 자주 출연하여, 정통 클래식 성악곡 뿐 아니라 가곡을 연주한다. 그는 남녀 듀엣으로 주로 한국 가요를 부르는 프로그램인 노래에 반하다에 고정출연하여 다양한 가요를 불렀다. 어린이 동요 경연 프로그램인 KBS2의 누가 누가 잘하나에서는 다양한 장르의 노래를 부르기도 하고, 어린이 출연자와 듀엣을 이루기도 했다.
| 날짜       | 제목                                                | 매체       | 곡명 |
| 2019.10.20 | 클래식타임 797 함신익과 심포니 송 마스터즈 시리즈 V | 한경arteTV | J. Brahms Ein Deutsches Requiem, Op.45 (A German Requiem)                                                                                          |
| 2019.09.20 | 노래에 반하다 (고정출연)                            | tvN        | Time to Say Goodbye |
| 2019.10.18 | 노래에 반하다 (고정출연)                            | tvN        | 그대라는 시 |
| 2019.10.18 | 노래에 반하다 (고정출연)                            | tvN        | 이젠 그랬으면 좋겠네 |
| 2019.11.04 | 노래에 반하다 (고정출연)                            | tvN        | 그대 내 품에 |
| 2019.11.08 | 노래에 반하다 (고정출연)                            | tvN        | 꿈에 |
| 2020.09.13 | 열린음악회                                          | KBS1       | I Dreamt I Dwelt In Marble Halls |
| 2020.09.13 | 열린음악회                                          | KBS1       | Je Te Veux |
| 2021.01.07 | 누가 누가 잘하나                                    | KBS2       | 꿈꾸지 않으면 |
| 2021.01.07 | 누가 누가 잘하나                                    | KBS2       | Auf Flügeln des Gesanges |
| 2021.01.07 | 누가 누가 잘하나                                    | KBS2       | When You Wish Upon A Star |
| 2021.01.07 | 누가 누가 잘하나                                    | KBS2       | 서로의 별이 되어 (with 장예린) |
| 2021.02.15 | 아침마당                                            | KBS1       | 눈(김효근) |
| 2021.03.14 | 열린음악회                                          | KBS1       | I Feel Pretty |
| 2021.03.14 | 열린음악회                                          | KBS1       | 고향의 봄 |
| 2021.06.17 | 누가 누가 잘하나                                    | KBS2       | A dream is a wish your heart makes |
| 2021.09.26 | 열린음악회                                          | KBS1       | O Lieb, so Lang du Lieben kannst |
| 2021.09.26 | 열린음악회                                          | KBS1       | The Prayer (with 정필립) |
| 2021.12.23 | 누가 누가 잘하나                                    | KBS2       | O Holy night |
| 2021.12.29 | 오페라 갈라랜드                                     | KBS제주    | - Je veux vivre 꿈속에 살고 싶어라 - Quando me n’ vo’ 내가 거리에 나가면 - Je Te Veux 난 당신을 원해요 - O Sole Mio 나의 태양(with 박애리, 라포엠) |
| 2022.04.28 | 누가 누가 잘하나                                    | KBS2       | 꼭 안아줄래요 |
| 2022.07.21 | ODE PORT LIVE 사랑을 그리다, 소프라노 손지수        | ORFEO TV   | Ave Maria(Gounod/Bach) |
| 2022.07.21 | ODE PORT LIVE 사랑을 그리다, 소프라노 손지수        | ORFEO TV   | Lascia ch'io pianga(Händel) |
| 2022.07.21 | ODE PORT LIVE 사랑을 그리다, 소프라노 손지수        | ORFEO TV   | Les Chemins de l'amour(Poulenc) |
| 2022.07.21 | ODE PORT LIVE 사랑을 그리다, 소프라노 손지수        | ORFEO TV   | 못 잊어(김소월/조혜영) |
| 2023.07.09 | 열린음악회                                          | KBS1       | Think Of Me |
| 2023.07.09 | 열린음악회                                          | KBS1       | All I Ask Of You(with 황건하) |
| 2024.03.10 | 열린음악회                                          | KBS1       | 어느 봄날(with 정민성) |
| 2024.03.10 | 열린음악회                                          | KBS1       | 나는 나만의 것 |
| 2024.03.10 | 열린음악회                                          | KBS1       | Time To Say Goodbye(with 유채훈) |
| 2024.03.10 | 열린음악회                                          | KBS1       | Amigos Para Siempre(with 한경미, 라포엠, 포르테나)                                                                                                 |

## 음반
손지수는 작곡가인 김효근 및 정환호 등과 협업하여 한국 가곡을 연주하고 "님이여 그때만을" 등의 신곡을 발표하였다. 또한 CCM 음반 및 국악 음원을 발표하기도 했다.

### 앨범
| 제목            | Details |
| 님이여 그때만을 | - 발매: 2022.12.27 - 제작사: 워너뮤직 코리아 - 레이블: 스톰프뮤직 - 포맷: CD, FLAC 16bit - 트랙 리스트 1. 가을 2. 돌아가는 꽃 3. 첫사랑 4. 님이여 그때만을(TITLE) 5. 마중 6. 연 7. 진달래꽃 8. 눈 9. 시간에 기대어                                       |
| Mere Grace      | - 발매: 2022.04.19 - 유통: 광수미디어 - 기획: 주식회사광수미디어, 갈보리교회 - 포맷: FLAC 16bit - 트랙 리스트 1. 세상을 사는 지혜 2. 천번을 불러도 3. 우리 때문에 4. 온 맘 다해 5. 주의 손에 나의 손을 포개고 6. 주님 손 잡고 일어서세요 7. O Holy Night |

### EP
| 제목   | Details |
| 청춘시 | - 발매: 2022.03.15 - 유통: 지니뮤직 - 기획: 스톰프뮤직 - 포맷: FLAC 16bit, 24bit, Hi-Res - 트랙 리스트 1. 꼭 안아줄래요 2. 청춘시 3. 꽃 피는 날 (Duet With. 유채훈) 4. 꼭 안아줄래요 (Inst.) |

### 싱글 앨범
| 제목                   | 년도 | Details                                                              |
| 저 하늘의 푸른 별      | 2020 | - 유통: 사운드프레스 - 발매: (주)프로덕션 고금 - 기획: Daeseok Jeong |
| 거문고의 노래 '매영이’ | 2020 | - 유통: 사운드프레스 - 발매: (주)프로덕션 고금 - 기획: Daeseok Jeong |
| NEW고구려의 여운       | 2020 | - 유통: 사운드프레스 - 발매: (주)프로덕션 고금 - 기획: Daeseok Jeong |

### 뮤직 비디오
| 제목                                                                                 | 년도 | 채널       |
| ------------------------------------------------------------------------------------ | ---- | ---------- |
| 2024-2025 뮤지컬 지킬앤하이드 (Jekyll & Hyde) 20주년 M/V – ONCE UPON A DREAM｜손지수 | 2024 | OD COMPANY |

## 인터뷰 및 기사
| 날짜       | 제목 | 매체                   |
| 2015.12.05 | 서울역사박물관, 찾아가는 토요음악회 호평                                                                  | 국제뉴스               |
| 2016.02.11 | [공연] 제11회 상록 전국영재발굴 협연의 밤 '상록 영 아티스트 콘서트' 외 1                                  | 대전일보               |
| 2018.05.30 | ‘서울 오페라 페스티벌 2018’, 내달 16일 개막                                                               | 여성신문               |
| 2018.08.08 | 서귀포 작은 마을 '마에스트로 함신익' 초청 음악회 연다                                                     | 삼다일보               |
| 2018.08.08 | 한 여름밤에 만나는 성악과 기악의 조화                                                                     | 제민일보               |
| 2019.09.27 | 노래에 반하다' 손지수X허만, 소름돋는 'Time To Say Goodbye' 무대로 매칭 성공(종합)                         | 헤럴드POP              |
| 2019.10.18 | ‘노래에 반하다’ 손지수, 정성보에 대한 궁금증 키웠지만 “무대는 크리스와”                                   | 일요신문               |
| 2019.11.01 | 노래에 반하다' 손지수, 크리스장 택했다…파이널 라운드 기대↑(종합)                                          | 뉴스1                  |
| 2019.11.01 | 노래에 반하다' 소프라노 손지수, 목소리만큼 투명한 피부 "안녕하세요"                                       | 톱스타뉴스             |
| 2019.11.07 | [★픽] '노래에 반하다' 크리스장, 파이널 무대 손지수 선택 "용기내 와줘서 고마워"                            | 톱스타뉴스             |
| 2020.02.08 | 소프라노 손지수, 스톰프뮤직과 전속 계약                                                                   | 스포츠한국             |
| 2020.06.11 | "안방에서 만나는 베토벤"...인천시향 "6월 공연 더 세심하게 준비"                                           | 경인방송               |
| 2020.06.15 | 코로나에 멈춰버린 일상… 멈출수 없는 위로 멜로디                                                           | 경인일보               |
| 2020.09.13 | 조장혁ㆍ손지수ㆍ라포엠ㆍ고상지밴드ㆍ박영미 등 나이ㆍ장르 大통합 '열린음악회'                              | 비즈엔터               |
| 2020.10.21 | [수요문화기획] 경남오페라단 창단 29주년 기념 오페라 ‘리골레토’                                            | 경남신문               |
| 2020.11.25 | 오페라 아리아·프랑스 가곡으로…손지수 ‘고막여친 달콤함’ 뽐낸다                                             | 아이뉴스24             |
| 2020.11.30 | [Who is?] 소프라노 손지수                                                                                 | 클래시안               |
| 2020.12.06 | 소프라노 손지수, 7일 금호아트홀 연세에서 독창회                                                           | 아시아경제             |
| 2021.02.15 | 아침마당' 손지수 "'빠담빠담' 무대 보니 프랑스 그려지더라"                                                 | 머니S2                 |
| 2021.04.08 | [비바100] 다양한 작품, 주옥같은 아리아, 재능넘치는 성악가들의 봄맞이 오페라갈라…‘오페라여행’ ‘오페라스타’ | 브릿지경제             |
| 2021.09.05 | ‘어렵다’는 말러가 내 귀에도 들린다...김문경 해설 ‘렉처 콘서트’ 11월14일 개최                              | 데일리한국             |
| 2021.12.06 | 용인 클래식 데이…포은아트홀서 '희망콘서트'                                                                | 인천일보               |
| 2021.12.14 | 임지영·김기훈·박승주·손지수...‘1004석 마포아포센터’ 송년음악회에 선다                                     | 데일리한국             |
| 2021.12.29 | 한해의 마지막·새해의 시작을 한국가곡과 함께!...예술의전당 특별한 콘서트                                   | 데일리한국             |
| 2022.01.04 | 예술의전당 \| 요즘 예술가를 만나다 \| 소프라노 손지수                                                     | 예술의전당 유튜브 채널 |
| 2022.01.05 | 음악·영상·연출 삼박자 케미...‘연예의 정석’ 한국가곡 살리기 정석 보여줬다                                  | 데일리한국             |
| 2022.01.06 | [이지영의 문화난장] 그 많던 한국 가곡, 다 어디로 갔나                                                     | 중앙일보               |
| 2022.01.10 | 창원특례시 출범 창원시립교향악단 신년음악회 13일 개막                                                     | 노컷뉴스               |
| 2022.03.15 | "가장 주목받는 오페라 스타" 소프라노 손지수, 첫 공식 싱글 앨범 "청춘시" 발매                              | 시사매거진             |
| 2022.04.03 | 창사 23주년 스톰프뮤직 ‘복합문화 그룹’ 도약..신사옥서 다양한 프로젝트 진행                                | 데일리한국             |
| 2022.04.19 | 파트라, 소프라노 손지수 ‘생활지음 봄의 라이브’ 연주 영상 공개                                             | 아시아경제             |
| 2022.05.02 | <스타예감> 오페라 스타 손지수                                                                             | 일요시사               |
| 2022.05.28 | ‘2022 서울시향 가족음악회: 클래식과 함께하는 여름밤’                                                      | 문화뉴스               |
| 2022.05.29 | 서울시향, 야외 음악회 2년만 재개...6월4일 한강공원                                                        | 뉴시스                 |
| 2022.12.07 | 소프라노 손지수 ‘님이여 그때만을’ ‘가을’ 신작 한국가곡으로 리사이틀                                       | 데일리한국             |
| 2022.12.23 | 오페라의 유령' 크리스틴 役, 손지수·송은혜는 누구?                                                         | 문화뉴스               |
| 2022.12.23 | 소프라노 손지수, '오페라의 유령'서 뮤지컬 데뷔..."크리스틴처럼 꿈이뤄"                                    | 싱글리스트             |
| 2022.12.26 | [EBS FM 정경의 11시 클래식] 맑고 청량한 음색을 지닌 소프라노 ‘손지수’ 출연                                | 한국강사신문           |
| 2022.12.27 | “세상일이 뜬구름 덧없다 해도~”...손지수 한국가곡 9곡 귀를 사로잡다                                        | 데일리한국             |
| 2023.01.05 | 바이올리니스트 대니구, 11일 '사운드 오브 뮤직'...손지수·디토 협연                                         | 싱글리스트             |
| 2023.03.09 | 크리스틴' 손지수 깜짝…'오페라의 유령' 의상만 220벌                                                        | 뉴시스                 |
| 2023.04.05 | [리뷰] 모두가 조승우를 볼 때, 손지수에 집중해 본 '오페라의 유령'                                          | 문화뉴스               |
| 2023.05.08 | [최윤영의 더 리뷰(The Re:view)] 부산을 사로잡은 유령의 노래, 뮤지컬 ‘오페라의 유령’ 한국어 공연           | 투데이신문             |
| 2023.05.09 | [사진] 시구하는 손지수, 오페라의 유령처럼                                                                 | 조선비즈               |
| 2023.05.09 | ‘오페라의 유령’ 크리스틴 손지수, 9일 롯데 자이언츠 홈경기 시구                                            | 한국경제TV             |
| 2023.08.22 | [인터뷰] '오페라의 유령' 손지수 "크리스틴 만나려고 여태 성악했나 봐요"                                    | 문화뉴스               |
| 2023.08.23 | 인터뷰 \| [SPOTLIGHT] 손지수·송은혜 - 운명처럼 다가온 무대 [No.227]                                       | 더뮤지컬               |
| 2023.09.04 | 클래식과 뮤지컬 경계 허무는 ‘오페라의 유령’                                                               | KBS                    |
| 2024.01.15 | 손지수 ‘아름다운 크리스틴’                                                                                | MK스포츠               |
| 2024.03.20 | [현장EN:]'쓰리 바리톤'과 축배를…CBS '아름다운 열정'                                                       | 노컷뉴스               |
| 2024.04.06 | 소프라노 손지수 독창회 <Vocalise>                                                                         | 국제뉴스               |
| 2024.04.11 | 오페라의 뮤즈' 손지수가 정통 클래식 프리마돈나로 돌아왔다                                                 | 톱클래스               |
| 2024.08.29 | 서울사이버대 성악과, 뮤지컬 오페라의 유령 마스터클래스 개최                                               | 대학저널               |
| 2024.12.16 | 김성철·손지수 '젊은피' 수혈한 ‘지킬 앤 하이드’...새로움 장착한 명불허전 스테디셀러[이 공연]               | 파이낸셜뉴스           |

## 수상경력
손지수는 2023/2024 시즌 11개월에 동안 부산, 서울, 대구에서 열린 뮤지컬 오페라의 유령 뮤지컬의 크리스틴 배역으로 제8회 한국뮤지컬어워즈의 여자 신인상 후보로 선정되었다.
| 년도 | 수상명                 | 항목        | 작품명        | 배역          | 결과 |
| ---- | ---------------------- | ----------- | ------------- | ------------- | ---- |
| 2024 | 제8회 한국뮤지컬어워즈 | 여자 신인상 | 오페라의 유령 | 크리스틴 다에 | 후보 |